# СД Гласинац
Спортско друштво Гласинац Соколац је основано 29. јануара 1997. године, званичан упис у судски регистар извршен је 14.07.1997. године, а последња измјена у судском регистру извршена је 06.02.2009. године.
Спорт на подручју соколачке општине има дугогодишњу традицију. Почеци су везани за тридесете године прошлог вијека са мање или више успјеха и периода у којима су оспоравани и подржавани, да би данас израсли у једну стабилну и бројну спортску породицу.

## Клубови
У СД “Гласинац“ су удружени сљедећи спортски колективи:
- Омладински фудбалски клуб "Гласинац 2011"
- Кошаркашки клуб "Гласинац"
- Кошаркашки клуб "Соколац"
- Одбојкашки клуб "Гласинац"
- Атлетски клуб "Гласинац"
- Рукометни клуб “Гласинац“
- Шаховски клуб "Гласинац"
- Смучарски клуб "Гласинац"
- Стонотениски клуб "Гласинац"
- Стрељачки клуб “Гласинац“
- Планинарско друштво „Гласинац“
- Ловачко удружење “Гласинац“
- Карате клуб "Гласинац"
- Футсал клуб “Гласинац Соколац“
- Боксерски клуб “Гласинац“
- Удружење спортских риболоваца "Биоштица"
- Женски фудбалски клуб "Соколац"
- Џудо клуб "Соколац"
- Карате клуб "Омладинац"